# Wout Wagtmans
Wouter (Wout) Wagtmans (Rucphen, 10 november 1929 - St. Willebrord, 15 augustus 1994) was een Nederlands wielrenner. Hij won vier ritten in de Ronde van Frankrijk en werd in 1953 vijfde in het eindklassement. In de drie volgende rondes droeg hij de gele trui. In de Ronde van Italië won Wagtmans drie ritten. In Parijs-Roubaix en Luik-Bastenaken-Luik werd hij een keer derde. In 1958 werd hij Nederlands kampioen stayeren op de baan.

## Loopbaan
Hij behoorde, samen met plaatsgenoot Wim van Est, tot de generatie die in de jaren 50 het wielrennen in Nederland grote populariteit bezorgde. Wagtmans werd in 1947 amateur en werd twee jaar later Kampioen van Nederland. In 1950 werd hij noodgedwongen professional, omdat hij voor een overwinning geld zou hebben aangenomen. Hij was precies één dag prof toen hij meedeed aan het NK en een opzienbarende koers reed: alleen Gerrit Schulte kon hem, met moeite, voorblijven.
Daarna had hij een glansrijke carrière: hij deed negen maal mee aan de Tour de France en droeg de gele trui in 1954, 1955 en 1956. Hij won vier etappes: in 1953 won hij in Gap na Gino Bartali uit het wiel gereden te hebben en werd hij vijfde in het eindklassement. Twee jaar later was hij de derde Nederlandse winnaar in Bordeaux. Ook won hij drie etappes in de Ronde van Italië en een aantal eendaagse wedstrijden.
Bij de Nederlandse kampioenschappen op de weg stond Wagtmans zes achtereenvolgende keren op het podium. Bij zijn eerste kampioenschap in 1950 en het vijfde in 1954 won hij zilver. Vier keer won hij brons. Ook op de baan was hij succesvol, vooral bij het stayeren, en samen met Van Est bij koppelkoersen. Wagtmans werd in 1958 Nederlands kampioen stayeren. In 1954 won hij zilver achter de voormalige wereldkampioen Jan Pronk en in 1955 en 1959 brons.
Wout Wagtmans was een zeer populair renner, zowel door zijn strijdlust als door zijn jeugdig enthousiasme. Het leverde hem vele bijnamen op: Olijke Woutje, Dik Trom, Zoeloe, de Clown en het Kemphaantje. Hij beëindigde zijn wielerloopbaan in 1961 en was in 1967 leider van de Nederlandse tourploeg rond Jan Janssen. Daarna nam hij het transportbedrijf van zijn schoonvader over. Eind jaren 80 kreeg hij een ernstig ongeluk waarna hij invalide werd verklaard. Wagtmans overleed in 1994, 64 jaar oud. Hij was de neef van een andere succesvolle coureur, Rini Wagtmans.
Zijn sportieve carrière staat centraal in het in 2007 verschenen boek Op karakter: St. Willebrord van paarse hei tot gele trui, geschreven door Peter Heerkens en Frans van Schoonderwalt.

## Trivia
- In 1958 nam Wout Wagtmans samen met Wim van Est de single Tour de France op. De tekst was van Gerrit den Braber.
- In Arnhem is in de wijk Stadseiland een straat naar hem vernoemd.

## Resultaten

### Nederlandse kampioenschappen
| Jaartal                | 1950   | 1951  | 1952  | 1953  | 1954   | 1955  | 1956 | 1957 | 1958                | 1959  |
| NK op de weg           | Zilver | Brons | Brons | Brons | Zilver | Brons |      |      |                     |       |
| NK Stayeren op de baan |        |       |       |       | Zilver | Brons |      |      | Nederlands kampioen | Brons |

### Voornaamste wedstrijden
| Jaar | Ronde van Italië | Ronde van Frankrijk | Ronde van Spanje |
| ---- | ---------------- | ------------------- | ---------------- |
| 1950 |                  | opgave              |                  |
| 1951 |                  | opgave              |                  |
| 1952 |                  | 25e                 |                  |
| 1953 | opgave           | 5e (2)              |                  |
| 1954 | 14e (2)          | opgave (1)          |                  |
| 1955 | 9e               | 19e (1)             |                  |
| 1956 | 13e              | 6e                  |                  |
| 1957 | 9e (1)           | opgave              |                  |
| 1960 | opgave           |                     |                  |
| 1961 |                  | opgave              |                  |

| Jaar | Milaan-San Remo | Ronde van Vlaanderen | Parijs-Roubaix | Luik-Bast.‑Luik | Omloop Het Volk | Waalse Pijl |  | WK op de weg |  | Wereldranglijsten |
| ---- | --------------- | -------------------- | -------------- | --------------- | --------------- | ----------- |  | ------------ |  | ----------------- |
| 1950 |                 |                      |                |                 |                 |             |  |              |  |                   |
| 1951 |                 |                      |                | Brons           | 27e             | 15e         |  | 7e           |  |                   |
| 1952 | 12e             |                      |                |                 | 5e              |             |  | 34e          |  |                   |
| 1953 |                 |                      | ↑              |                 |                 |             |  | 13e          |  | 8e (CDC)          |
| 1954 |                 |                      | 65e            |                 |                 |             |  |              |  |                   |
| 1955 |                 |                      |                |                 |                 |             |  |              |  |                   |
| 1956 |                 |                      |                | 29e             |                 | 21e         |  |              |  |                   |
| 1957 |                 | 12e                  |                |                 |                 |             |  | 17e          |  | 30e (CDC)         |
| 1961 |                 | 53e                  |                |                 |                 |             |  |              |  |                   |

Wielerploegen van Wout Wagtmans
Bagnara ·
Bampi ·
Bottecchia ·
Bovay · 
Burigotto ·
Costalunga ·
Damen ·
Grilli ·
Messina ·
Natucci ·
Niesten ·
Ricco ·
Terruzzi ·
Tezza ·
Vaucher ·
Vlayen · 
Wagtmans